# Ghost Society
Ghost Society er en dansk musikgruppe bestående af fire musikere. Sara Savery og Tobias Wilner er gruppens hovedpersoner og er bedst kendt for deres arbejde i deres respektive grupper Blue Foundation og People Press Play, samt trommeslageren Lasse Herbst og guitarist Frederik Sølberg.
I maj 2009 udsendte de under kunstnernavnet Ghost Society EP'en Dogs And Desperation. Deres første single, "Better Days", udkom i slutningen af 2009, og den blev fulgt op af gruppens debutalbum i begyndelsen af 2010 kaldet The Back Of His Hands, Then The Palms. Det modtog fem ud af seks stjerner i musikmagasinet GAFFA.

## Diskografi
- The Back Of His Hands, Then The Palms (2010)
- Tankograd (2011, soudntrack til Tankograd)

EP'er
- Dogs And Desperation (2009)